# Legitimistische Corps

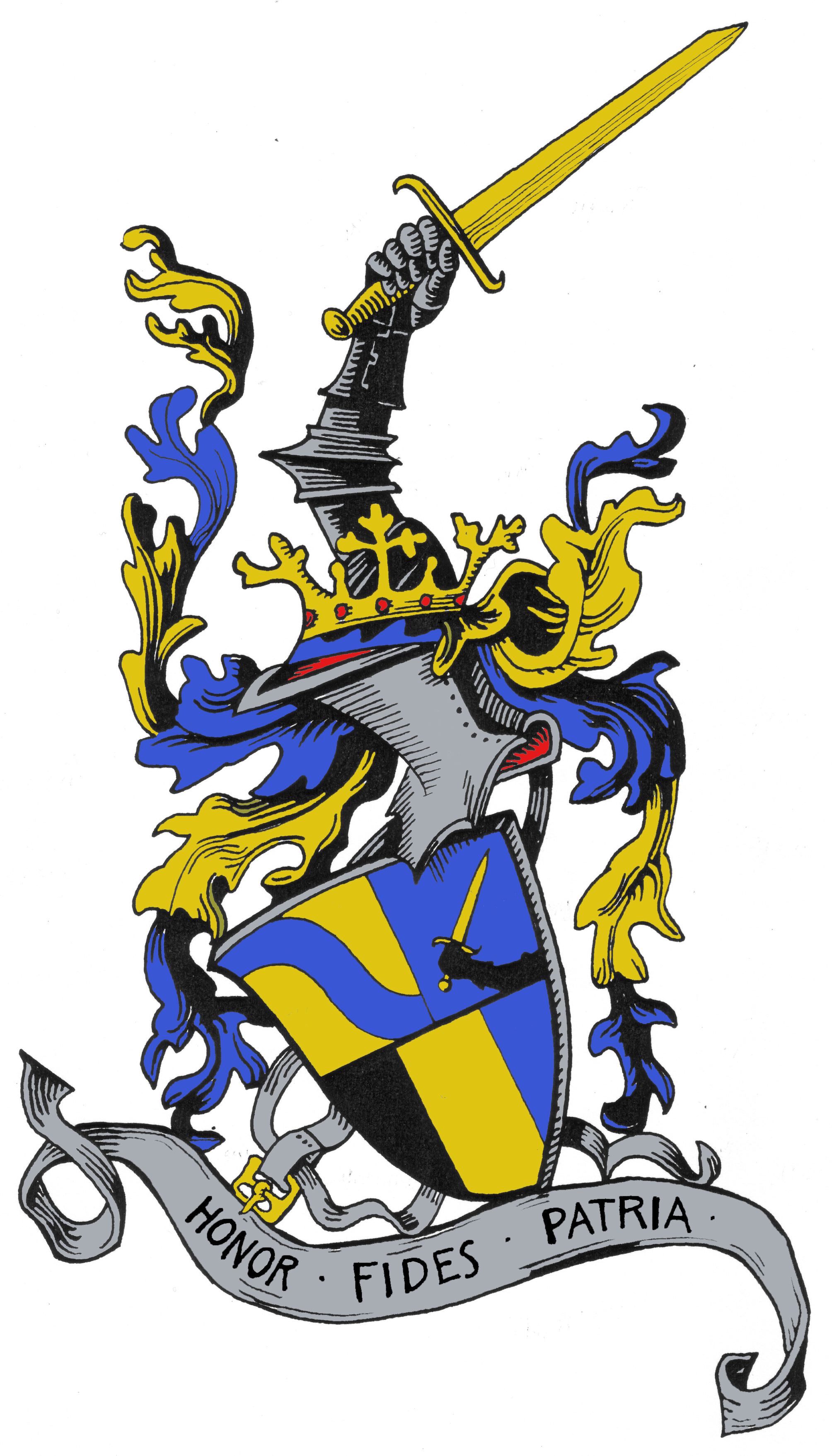
Corps Danubia

Legitimistische Corps waren eine Erscheinung des Zwischenkriegsösterreichs. Es handelte sich um schlagende legitimistische Studentenverbindungen, die sich in allen bekannten Fällen früher oder später als Corps bezeichneten. Gemeinsam war diesen Bünden, dass sie nach dem Zusammenbruch der Monarchie aus konservativen Kreisen, ehemaligem Adel und Militär, entstanden waren. Darum kamen sie mehr oder weniger berechtigt in den Ruf, legitimistisch zu sein. Für die Corps waren Kaisertreue und politische Neutralität vor dem Ersten Weltkrieg gut vereinbar. In der Ersten Republik hingegen als politisch positioniert wahrgenommen, hatten Neugründungen keinen Platz in den Corpsverbänden. Gleichwohl unterschieden sich die legitimistischen von den meisten konservativen Verbindungen; denn sie waren weder konfessionell noch national gebunden: Die römisch-katholischen Verbindungen lehnten die Mensur ab, die Burschenschaften forcierten die Deutschnationale Bewegung und die Kösener Corps neigten besonders seit dem Deutschen Krieg eher zur protestantischen Krone Preußen als zur katholischen Habsburgermonarchie.

## Geschichte
Im Winter 1918/19 formierten sich die kaisertreuen Anhänger Karls. I; Baron Werkmann, der letzte Sekretär des Kaisers, brachte die Zeitschrift Staatswehr heraus. Gegründet wurde die Partei aller schwarzgelben Legitimisten (SGL), die 1923 unter dem Namen Kaisertreue Volkspartei an den Nationalratswahlen teilnahm, aber ohne Mandat blieb.
Alsbald fanden sich auch Studenten, die sich in der Deutsch-christlich-akademischen Verbindung Wasgonia zusammenschlossen. Bei dem starken Mitgliederzulauf einerseits und der gewollten Isolation von den Kösener Corps andererseits gründete Wasgonia Tochterverbindungen, um für Mensuren Gegenpaukanten zu finden. Diese sechs Verbindungen wurden wie Wasgonia (legitimistische) Corps außerhalb des KSCV. Aus dem Mensurbuch der Wasgonia lässt sich auf ein reges Corpsleben schließen. Die Einigkeit der Corps im  W.S.C. schwand Ende der 1920er Jahre, als sich das Corps der Wikinger den Kösener Corps in Wien zuwendete und die strengen legitimistischen Positionen aufgab.
Mit der Machtübernahme der NSDAP in Deutschland veränderte sich auch die politische Lage im Ständestaat (Österreich). Für kaisertreue Ideale blieb immer weniger Raum; den legitimistischen Corps fehlte Nachwuchs. Die Teilnahme an Gedenkfeiern wie der im April 1934 für den ehemaligen Kaiser Karl I. in der Votivkirche Wien blieb selten ohne Handgreiflichkeiten, die von der SA angestiftet wurden.
Der historische Versuch, nach Ende der Donaumonarchie als kaisertreue Verbindungen in der Ersten Republik Fuß zu fassen, muss spätestens ab 1935 als gescheitert angesehen werden. Aus den Polizeiakten jener Zeit geht hervor, dass die Corps Wolsungen, Athesia und Karolinger ab 1933 kaum noch Veranstaltungen hatten. Nach dem Verbot aller Studentenverbindungen sind nur von den Ottonen Aktionen in der Widerstandsgruppe um Karl Burian bekannt.
Nach dem Zweiten Weltkrieg wurden die legitimistischen Corps nicht rekonstituiert. Als ihrer aller Nachfolgecorps  wurde am 22. Mai 1948 das Corps Ostarrichi von Alten Herren der aufgelösten Corps gestiftet. Man kann bezweifeln, dass es tatsächlich Aktive hatte und einen Corpsbetrieb unterhielt. Die Ostarrichi erlosch am 4. Oktober 1960.
Eine Ausnahme bildet das Corps Ottonen, das 1992 als „Österreichische Studentenverbindung Ottonia“ in der Nachfolge des alten Corps Ottonen neugegründet wurde. 2007 erfolgte schließlich die Umwandlung der Ö.St.V. Ottonia in das akademische Corps Ottonen. Das Corps führt die alten Farben schwarz-gold-grün und den Wahlspruch Kaiser und Reich.

## Wiener Senioren-Convent
Der W.S.C. war im Zwischenkriegsösterreich ein Zusammenschluss der Wiener legitimistischen Studentenverbindungen Wasgonia, Ottonen, Woelsungen, Karolinger, Palaio-Austria, Athesia und Wikinger sowie des Pennalcorps Austro-Germania Klosterneuburg. Nicht verwechselt werden sollte dieser Zusammenschluss mit dem SC zu Wien der nachmaligen Wiener Corps im Kösener SC-Verband.
Gestiftet wurde der W.S.C. am 18. Oktober 1923 mit den Farben schwarz-gold auf rot und dem Wahlspruch Ehre, Treue, Vaterland. Beziehungen und Paukverhältnisse bestanden zwischen den genannten W.S.C Corps und dem Corps Danubia Graz bis Anfang der 1930er Jahre. Vor allem die Wiener Ottonen und die Grazer Danuben hatten mehrere gemeinsame Mitglieder.
Bereits in der späten Ersten Republik ließ diese Strömung nach. Wasgonia suspendierte bereits Anfang der 1930er Jahre. Alle Verbindungen des Wiener SC gingen spätestens mit dem „Anschluss“ Österreichs unter, da ein monarchistisch geprägtes Corpsleben in der Zeit des Nationalsozialismus unmöglich war. Vielmehr mussten die Corps einen besonders hohen Blutzoll leisten. Einmalig in der Korporationsgeschichte dürfte sein, dass sich mit dem Corps der Ottonen eine ganze Verbindung zu einer Widerstandsgruppe wandelte, zur Gruppe Burian. Sie wurde 1943 ausgehoben. Der Senior der Ottonen, Hauptmann Karl Burian, wurde am 13. März 1944 im Wiener Straflandesgericht hingerichtet. Der Ottone Karl Alfons von Portele wurde zum Tode verurteilt, in der fünfjährigen Haft aber nicht hingerichtet. Insgesamt wurden etwa 4500 Legitimisten und ihnen nahestehende Personen verhaftet und in Konzentrationslager verbracht.
Das Couleur der Corps im W.S.C. beinhaltet fast ausnahmslos die Farben schwarz und gold für das Haus Habsburg. Die  rote Perkussion erinnert an die Farben im österreichisch-ungarischen Wappen. Mit dem Verbot erloschen 1938/39 folgende Corps:
Wasgonia, gegr. 20. Juni 1920
|  |
|  |
|  |
|  |
|  |

Ottonen, gegr. 18. Oktober 1922
|  |
|  |
|  |
|  |
|  |

Woelsungen, gegr. 10. Oktober 1929
|  |
|  |
|  |
|  |
|  |

Karolinger, gegr. 2. September 1922
|  |
|  |
|  |
|  |
|  |

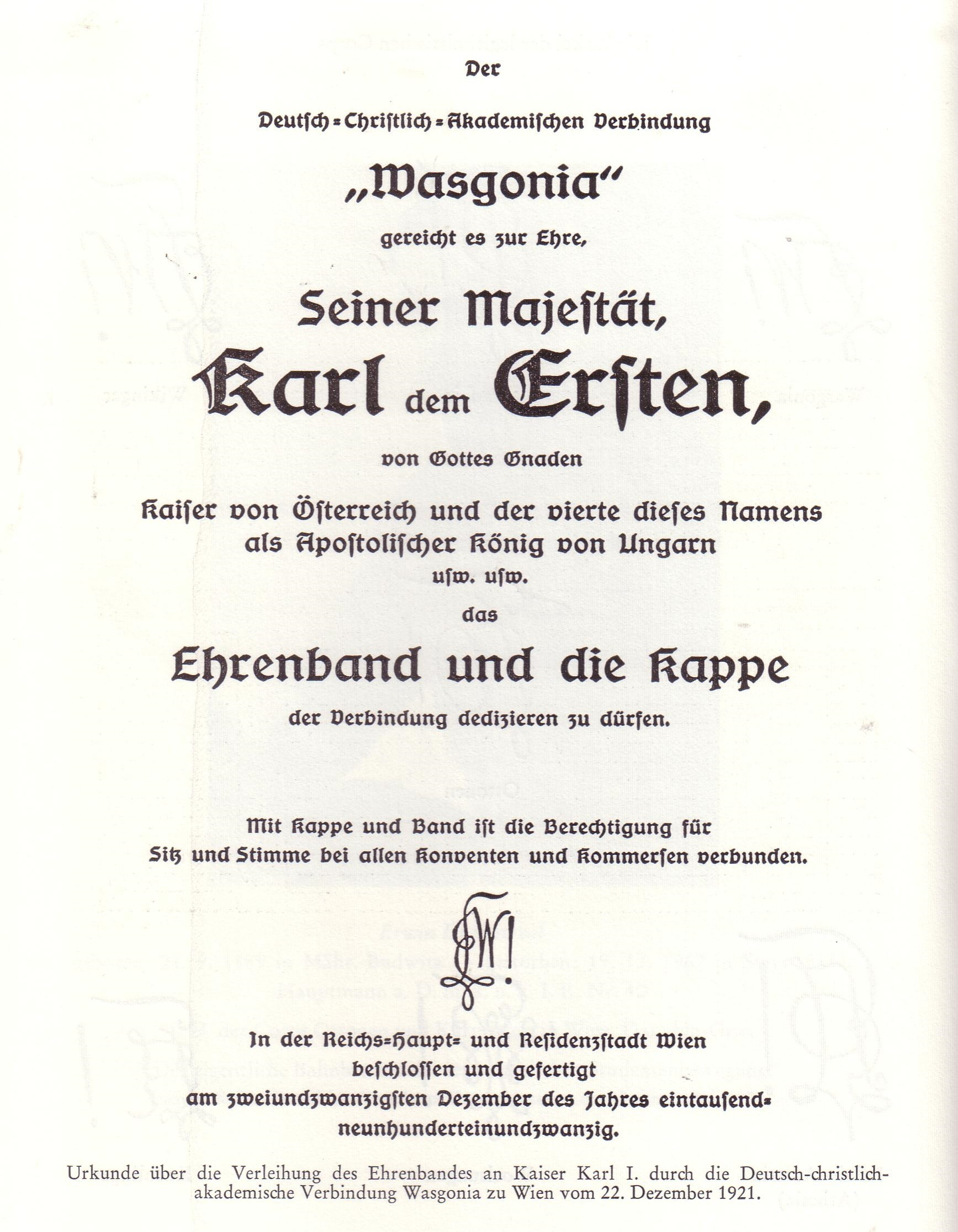
Wasgonias Bandverleihung an Kaiser Karl I.

Palaio-Austria, gegr. 4. Dezember 1908
|  |
|  |
|  |
|  |
|  |

Athesia, gegr. 14. Oktober 1926 als Nachfolger der Palaio-Austria
|  |
|  |
|  |
|  |
|  |

Wikinger, gegr. 1. April 1922
|  |
|  |
|  |
|  |
|  |

## Danubia Graz

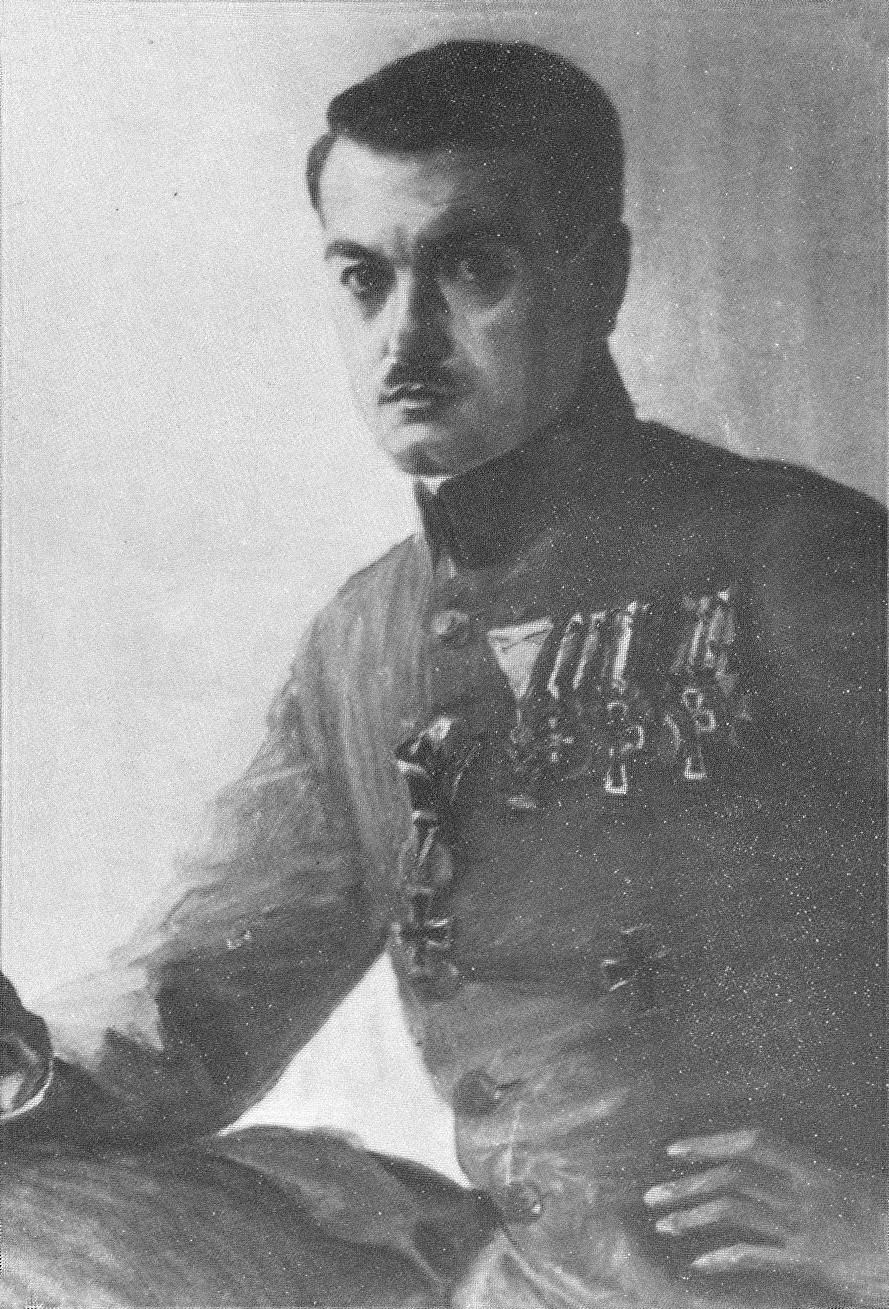
Erwin Drahowzal (1889–1967)

Danubia entstand 1921 als freie Verbindung. Die Stifter waren ehemalige Offiziere, Frontsoldaten und Militärakademiker der k. u. k. Armee. Als Anhänger der Habsburger hatten sie in der Ersten Republik einen Weg ins Zivilleben gesucht und in Graz ein Studium aufgenommen. Mit ihren Auffassungen von Kameradschaft und Ehre standen sie an den Hochschulen  auf verlorenem Posten. Um unter sich zu bleiben, beschlossen sie am 17. Mai 1921 Danubias Stiftung. Als Stiftungstag wurde mit dem 18. August der Geburtstag von Franz Joseph I. (Österreich-Ungarn) gewählt. Auch die Bezeichnung Danubia ließ die Donau-Monarchie anklingen.
Im Gründungsbeschluss wurde erklärt, dass in Ehrenangelegenheiten nach dem Offizierskodex Ristow zu verfahren sei. Später hielt man sich an den unter Waffenstudenten üblichen ritterlichen Ehrenschutz. Das Couleur war zur Gründung schwarz–gold–violett. Dass die dunkelblaue Mütze noch im selben Jahr nach braun geändert wurde, war der Rockfarbe der Artillerieoffiziere und finanziellen Gründen geschuldet; denn sie erlaubte den karg lebenden Nachkriegsstudenten, ihre Mützen aus ausgemusterten Uniformen schneidern zu lassen. Dass Danubia sich als Burschenschaft ausrichtete, lag an persönlichen Kontakten eines Mitgliedes zu Gustav Stresemann. Der war Mitglied einer ADB-Burschenschaft (und im Grunde Monarchist). Auch der Wahlspruch bezog sich auf das burschenschaftliche Ehre, Freiheit, Vaterland.
Danubias Einstellung zeigt sich in einem Schreiben des Gründungsseniors Bäuml an den Vorstand der Christlichsozialen Partei (Österreich), in dem er um Unterstützung legitimistischer Aktivitäten bittet. Man kann davon ausgehen, dass in den Anfangsjahren alle Bekundungen zur unpolitischen Ausrichtung nur Tarnung waren. Die wohlwollende Haltung der CSP-Führung wiederum zeugt von starken monarchistischen Tendenzen auch in ihren Reihen, wenngleich die Partei sich in der Öffentlichkeit zurückhaltend äußerte.

### Kampf um Anerkennung

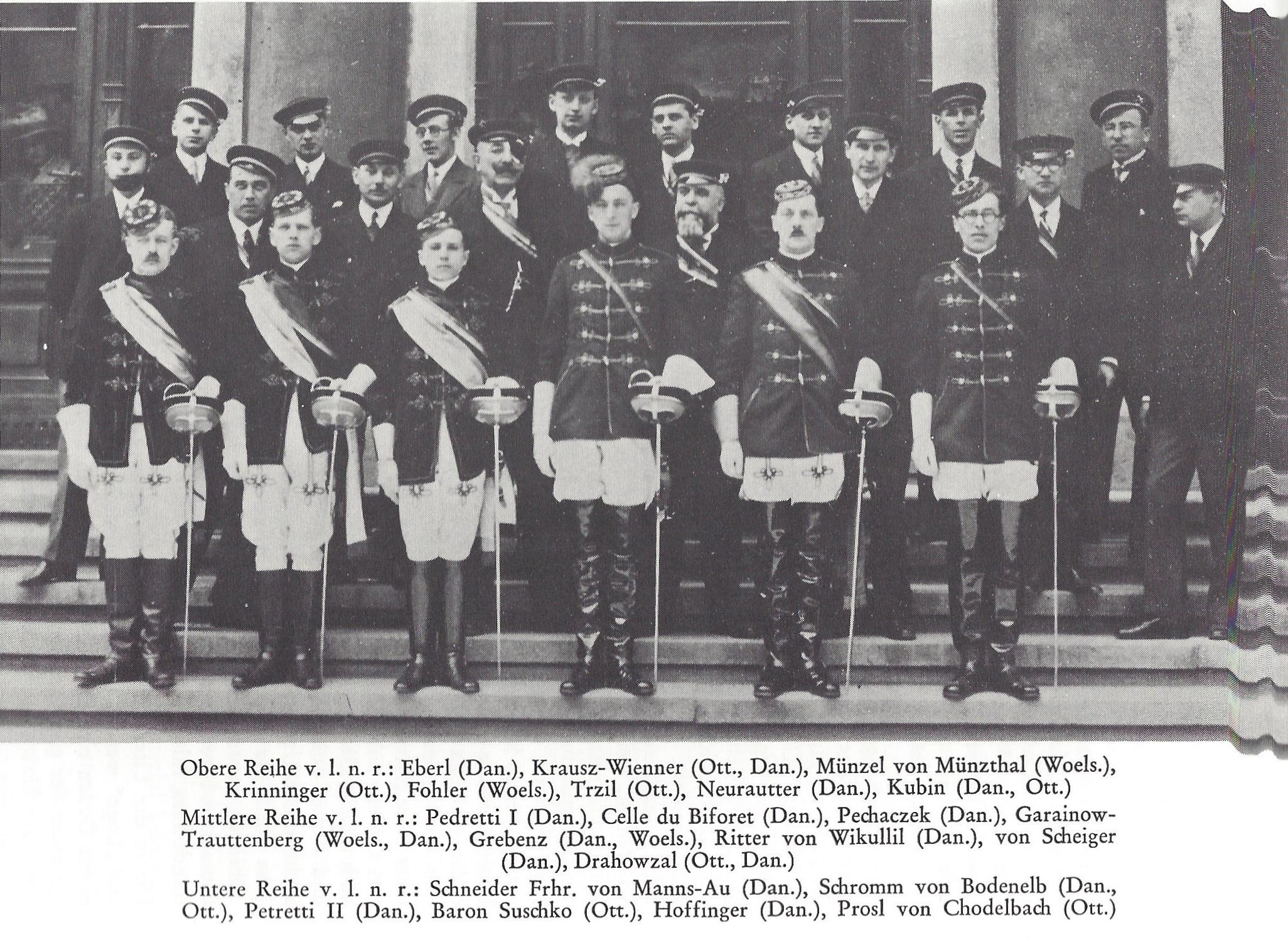
10. Stiftungsfest (1931)

Von Anbeginn hatte Danubia mit dem Vorwurf zu kämpfen gegen die Republik zu stehen. So verwehrte die Karl-Franzens-Universität ihr das Auffahrts- und Farbenrecht, was der Nichtanerkennung gleichkam. Obwohl Danubia Bestimmungsmensuren und Säbelpartien entschieden verfocht, strebte sie zunächst nach der Aufnahme in den Allgemeinen Deutschen Burschenbund. Dies wurde 1925 verworfen. Um dem legitimistischen Vorwurf öffentlich zu begegnen, wurde bereits im Frühjahr 1922 beschlossen, dass bei der Reception auch auf die Einhaltung der Gesetze zu schwören und damit die republikanische Ordnung anzuerkennen. Im Herbst 1923, im Chaosjahr der Weimarer Republik, ging man über diese Beschlüsse weit hinaus; nicht nur der Verbindung, sondern auch seinen Mitgliedern wurde politische Betätigung untersagt. Dieser Beschluss erwies sich in den Richtungsstreitigkeiten der Ersten Republik und vor allem in den 1930er Jahren als unhaltbare Belastung.
Die nach der Abwendung vom ADB angestrebte Aufnahme in den KSCV erwies sich als schwierig. Nicht einmal im (Kösener) SC zu Graz konnten Mensuren abgedeckt werden. Deshalb näherte Danubia sich dem legitimistischen Wiener SC, besonders dem Corps Wasgonia. Die Ottonen deckten viele Partien ab. Das Angebot einer formalen Anbindung an den Wiener SC wurde jedoch abgelehnt, weil dieser sich relativ offen zum Legitimismus bekannte. Die letzte Mensur mit Bünden des Wiener SC wurde 1932 ausgetragen. Einige Danuben trugen auch ein Band der Wiener Corps. Den Weg zu Partien in Graz ebnete der Waffenschutz des Corps Teutonia Graz. Ende 1924 gewährten die Grazer Hochschulen das Auffahrts- und Farbenrecht. Dass die Vertreterbesprechung (der spätere Grazer Korporationsring) Danubia 1928 aufnahm, ermöglichte ein reguläres Paukverhältnis mit den Grazer Verbindungen. 1929 erklärte man sich schließlich gegen den Protest des SC zum Corps. Zur selben Zeit änderte Danubia die Farben in schwarz–gold–blau: braun waren die Röcke, blau die Hosen, golden die Knöpfe und schwarz die Aufschläge der k.k. Artillerieoffiziere. Die neuen Farben wurden 1931 seitens der Universität genehmigt.

### Zerrissenheit
Der Austrofaschismus und die Selbstausschaltung des Parlaments spalteten Danubia. 1934 meldete man der Universität die Einstellung des Aktivenbetriebes: Ein Großteil der Aktivitas war ausgetreten und bei der Landsmannschaft Viruna untergekommen. Als sie 1936 von der Staatspolizei verboten wurde, fanden viele Virunen zum Corps Teutonia Graz. Bei Danubia verblieben Konservative, die die streng unpolitische Linie fortführen wollten, jedoch kein Aktivenbetrieb mehr aufrechterhalten konnten. Dass die ausgetretenen Mitglieder Verbindung zum Corps hielten, ermöglichte später gegenseitige Bandverleihungen. Nach dem Anschluss Österreichs erhielt Danubia trotz ihrer unpolitischen Linie wie alle Studentenverbindungen den Auflösungsbescheid. Eine Fortführung als Kameradschaft ist nicht dokumentiert, wohl aber gegenseitige Hilfe und Treffen der Mitglieder.
Danubia veranschaulicht auch den Konflikt zwischen Monarchie und Nationalsozialismus. Auch wenn sie der Habsburgermonarchie anhingen, konnten viele Danuben sich dem großdeutschen Gedanken nicht  entziehen. Das führte beinahe zur Spaltung des Bundes. Rittmeister v. Hoffinger, der Senior des Sommersemesters 1931, verkörperte die kaisertreue und rein österreichische Linie. Ihm verlieh Ferdinandea Graz im Akademischen Bund Katholisch-Österreichischer Landsmannschaften 1948 (vor Danubias Rekonstitution) das Band. Die Abwendung von einer schlagenden zu einer katholisch-legitimistischen Verbindung bezeugt v. Hoffingers unbedingte Treue zu Habsburg.
Ab 1947 lebte das Corps im besetzten Nachkriegsösterreich wieder auf. Die Erlaubnis (besser: die Nichtuntersagung) zu reaktivieren holte man sich 1952 ein. Die Reaktivierung gelang, indem die Studentengruppe Ingenieur Corona in Danubia aufging. 1954 wurde das seit 30 Jahren verfolgte Ziel einer Aufnahme in den Kösener Senioren-Convents-Verband erreicht; jedoch musste schon drei Jahre aus Aktivenmangel suspendiert werden. Die Altherrenschaft bestand fort und nahm großenteils bei den Grazer Corps Teutonia, Joannea und Vandalia die Mitgliedschaft an. Mit Stützungsburschen dieser Corps rekonstituierte Danubia im Wintersemester 2006/07. Waren vor der Reaktivierung nur noch drei Alte Herren am Leben, so kam es nun zu mehreren Bandaufnahmen von österreichischen und bundesdeutschen Corpsstudenten. Im Wintersemester 2007/08 wurde Danubia als Vollmitglied in den Grazer Korporationsring aufgenommen.
Mit dem Generalconvent am 31. Januar 2008 begann das vorläufig letzte Kapitel der aktiven Danubia. Es war abzusehen, dass auch eine Aktivmeldung von Alten Herren die neuerliche Suspension nicht aufhalten konnte. Deshalb wurde die Suspension beschlossen. Zahlreiche Vertreter des SC und auswärtiger Corps, von Burschenschaften und Landsmannschaften kamen zur Kneipe, mit der dieses Kapitel der aktiven Danubia endete. Trotz der Suspension feierte das Corps im Herbst 2011 das 90. Stiftungsfest in großem Rahmen. Den Mitgliederbestand konnte es weiter ausbauen. Wie in Graz von jeher üblich, steht Danubia Studenten aller Grazer Hochschulen offen. Ihr traten etwa hundert Männer bei.

### Danuben
- Adalbert Buchberger, Ingenieur und Abgeordneter
- Viktor Dankl, Generaloberst
- Helge W. Endres, Publizist
- Hans Hocheneder, Generalmajor, Abgeordneter zum Bundesrat
- Richard Karpellus, Ingenieur in der Energiewirtschaft
- Fritz Tomann, Generaldirektor der Steirerversicherung